# Comuna Ușnea, Mena
Ușnea (în ucraineană Ушня) este o comună în raionul Mena, regiunea Cernihiv, Ucraina, formată din satele Dibrovka și Ușnea (reședința).

## Demografie
Componența lingvistică a comunei Ușnea
     Ucraineană (98,47%)
     Rusă (1,41%)
Conform recensământului din 2001, majoritatea populației comunei Ușnea era vorbitoare de ucraineană (98,47%), existând în minoritate și vorbitori de rusă (1,41%).